# Studzionki
Studzionki (Duits: Steudelwitz) is een dorp in de gemeente Rudnae, in het district Powiat Lubiński, regio Neder-Silezië. Het ligt in het zuidwesten van Polen.